# 貨車車票
貨車車票（かしゃしゃひょう）は貨車の両側面に掲出されて貨車の行き先、積み荷、荷受人などを示す紙片である。車票と略称される。発駅で作成され、途中駅での貨車の仕分けや着駅での積み荷の引き渡しにあたって参照される。貨車の両側面には、車票を掲出するための額縁として車票サシが設けられている。

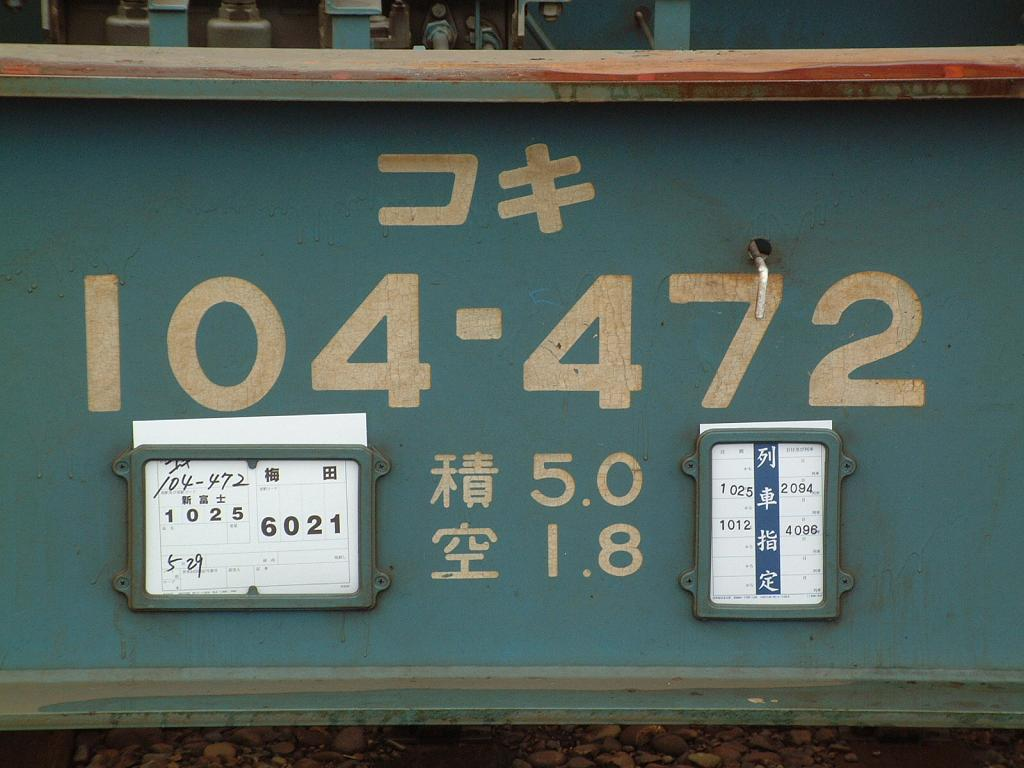
コンテナ車の車票の例。（根室本線、新富士駅）

放射性物質、危険品など、特別な注意を要する貨物を積載する貨車には、その旨を表示するために、車票に加えて貨車表示票が使用される。貨車の車票サシのそばには、貨車表示票を挿入するための表示票サシが設けられている。
発駅の駅長は、貨物の積み付け、封印などに異常がないことを確認したうえで車票および表示票をそれぞれ車票サシおよび表示票サシに挿入する。着駅の駅長は、貨物の取り卸しが終わったときに車票および表示票を貨車から取り除く。
車票はコレクションの対象となっており、鉄道会社のイベントで販売されたり、インターネット上のオークションで取引されたりしている。輸送中の貨車から車票が抜き取られる盗難事件も発生し、問題となっている。
なお、中国語の「車票」は「乘車票」の略称であり、乗車券を意味する。

## JR貨物の車票と表示票
日本貨物鉄道（JR貨物）の車票はボール紙でつくられており、その幅は252ミリメートル、その高さ205ミリメートルである。白地に黒色の文字および罫線が印刷されており、種類によってはさらに赤色または緑色の線が加えられている。

### 種類
JR貨物の車票には3種類があり、積み荷に応じて使い分けられている。
普通車票
危険品車票も電算処理車票も使用しないときに使用する。
危険品車票
逆T字状の赤色の太線が印刷されている。危険品のみを積載した貨車に使用する。
電算処理車票
L字状の緑色の太線が印刷されている。本社運輸技術部長が指定した列車に連結する貨車に使用する。

### 記載事項
3種類の車票の様式は、赤色または緑色の太線の有無を除いて同一であり、次の事項が記入される。
発駅
貨物の発駅名を記入する。2駅発の車扱貨物積車については第1発駅の名称を記入する（第2発駅は着駅の欄に記入する。）。
発駅コード
発駅の貨物取扱駅コードを記入する。
着駅
貨物の着駅名を記入する。車扱貨物積車であって積みかえて輸送するものについては、積みかえ実施駅名を記入し、貨物の着駅名はその右に括弧書きする。2駅発1駅行き車扱貨物積車については、第2発駅名を左に、着駅名を右に記入する。数駅行き車扱貨物積車については、第1着駅名を左に、第2着駅名を右に、第3着駅名以下を車票の裏面に記入する（このとき、記事欄には丸に「裏」の表示をする。）。駅間で取り卸しをする場合は、取り卸し箇所の前の駅名を左に、後の駅名を右に書き、下に「途中卸し」と括弧書きする。途中駅で秤量または検査を行う場合は、その途中駅名を左に、貨物の着駅名を右に書き、途中駅名の下に「はかり」（秤量の場合）または「検」（検査の場合）と赤書きする。私有貨車を空車で返送または回送する途中でJR貨物の指示による検査または調査をする場合は、検査または調査を実施する駅の名称を左に、着駅名を右に記入する。途中駅でコンテナの着発線荷役を実施する場合は、その駅名を左に、着駅名を右に書き、途中駅名の下に赤色で「架」と書く。
着駅コード
着駅欄に駅名を記載した駅の貨物取扱駅コードを記入する。複数のコードを書くときは複数行に書く。
貨車記号番号
貨車の記号、符号および番号を記入する。
月日
車扱貨物の場合は貨物運送状の月日を記入する。その他の場合は貨車仕立て月日を記入する。
品名
車扱貨物の場合は積み荷の品名を記入する。2口扱いの場合であって品名が異なるときは、それらの着駅が異なるなら第1着駅あての貨物の品名を上に、第2着駅あての貨物の品名を下に書き、それらの着駅が同じなら後から積み込んだ貨物の品名を上に、先に積み込んだ貨物の品名を下に書く。火薬以外の発火または爆発のおそれがある貨物（発火爆発物）を積載した場合は、品名を赤丸で囲む。標準荷造包装貨物の品名の右肩には丸に「P」と表示する。毒物の品名の右肩には丸に「毒」と表示する。劇物の品名の右肩には丸に「劇」と表示する。コンテナ車の場合は記入しない。
取卸線
着駅で専用線扱いする貨物など特に取卸線を指定する必要がある場合に記入する。専用線入りの在日米軍貨物の場合は在日米軍との専用線契約に定める専用線番号を書く。
封印環記号番号
使用した封印環の記号および番号を記入する。
重量
トンを単位として、小数第2位以下は切り捨てて、貨物の実重量を記入する。2口扱いの場合は、第1着駅行き貨物または先に積み込んだ貨物の重量を上に、第2着駅行き貨物または後から積み込んだ貨物の重量を下に書く。
荷受人
貨物運送状または船荷証券に基づいて荷受人を記入する。荷受人が在日米軍またはその附属機関であるときは、丸に「米」と書く。2口扱いの場合は、第1着駅行き貨物または先に積み込んだ貨物の荷受人を上に、第2着駅行き貨物または後から積み込んだ貨物の荷受人を下に書く。
記事
次の要領で記入する。
- 「引渡注意」 - 貨物引渡証または船荷証券を発行した場合。
- 「封略」 - 封印を省略する場合。
- 「検」 - 発駅において秤量または検量をした場合。
- 「○○駅検」 - 途中の○○駅で秤量または検量をした場合。この場合にはさらに検量者の認印を押す。
- 「着検」 - 着駅において秤量が必要な場合。
- 「遊車」 - 遊車の場合。
- 「付添○人」 - 付添人が○人乗車する場合。
- 「開戸」 - 有蓋車の引き戸を開けたまま輸送する場合。
- 「荷受バリ○○工場」 - 大物車の荷受梁を取り外して、荷受梁が○○工場に保管されている場合。
- 貨物の個数 - 2駅行2口扱の場合。第1着駅あて貨物の個数を左肩に、第2着駅あての貨物の個数を右肩に記入する。
- 貨物の分類記号 - 貨物運送状の記事欄に貨物の分類記号が記入されている場合。
- シート・ロープ送状の発行月日、番号およびシート・ロープの数 - 貨車を使用してシートまたはロープを回送する場合。
- 丸に「着」 - 私有貨車または貸付貨車を運賃着払いで返送または回送する場合。
- 丸に「入」 - 送状、添状または運送状などを車票サシに挿入した場合。これらを挿入した側の車票にのみ記入する。
- 丸に「裏」 - 車票の裏面に着駅名を記入した場合。
- 「回送」 - 貸付貨車を空車で返送または回送する場合。レール積載用具を取り付けたままの長物車を返送または回送する場合。
- 丸に「検」 - 検査のために回送する場合。
- 丸に「訂」 - 車票または表示票を輸送途中で訂正した場合。裏面にその要領を書き、訂正者の認印を押す。
- 丸に「再」 - 車票または表示票を輸送途中で再作成した場合。裏面にその要領を書き、作成者の認印を押す。
- その他 - 本社運輸技術部長または支社長が必要と認めた場合。

所定の場合には車票に次のような表示をする。
- 車票の下辺から12ミリメートルの位置からの太さ15ミリメートルの赤色の横線 - 重量換算適用の貨車に重量品を積載した場合。
- 車票の上辺から13ミリメートルの位置からの太さ15ミリメートルの赤色の横線 - 軽量換算適用の貨車に軽量品を積載した場合。
- 車票の幅方向中央、高さ方向下部の幅30ミリメートル、高さ50ミリメートルの赤色の長方形 - トラ45000形式の無蓋車に15トンを超えて貨物を積載した場合。
- 赤色の輪 - 私有貨車または貸付貨車を空車で返送または回送する場合。

私有貨車または貸付貨車を空車で返送または回送する場合は、使用済みの車票の裏面を使用できる。裏面には特に罫線が設けられてはいないが、表面と同様に発駅、発駅コード、着駅および着駅コードを記入し、赤色の輪を描く。

### 貨車表示票
JR貨物の貨車表示票はボール紙でつくられており、その幅は145ミリメートル、その高さは225ミリメートルである。次の5種類が使い分けられている。
放射性物質表示票
白地に赤色で印刷されている。放射性物質を積載した貨車に使用する。
火薬表示票
白地に赤色で印刷されている。火薬類を積載した貨車に使用する。
連結注意表示票
白地に赤色で印刷されている。車扱の圧縮ガスまたは液化ガスを積載した貨車（タンク車を除く）、車扱の揮発油・二硫化炭素・甲種の硝酸を積載した貨車（タンク車を除く）、四アルキル鉛含有の製剤を積載した貨車、タンク入り密封のカーバイドを積載した貨車、付添人が乗る貨車に使用する。特大貨物または甲種の鉄道車両を輸送する場合に、支社長または支店長の指示があったときも使用する。この表示票を付けた貨車については、ハンプからの転落や突放入換をしてはならない。
危険品表示票
白地に赤色で印刷されている。危険品車票を使用する場合であって、連結注意表示票を使用しないときに使用する。
列車指定表示票
白地に緑色で印刷されている。上記の表示票を使用しない場合であって連結する列車を指定するときに使用する。
いずれの種類の表示票にも、「区間」の欄と「日付及び列車」の欄が設けられている。「区間」の欄には貨物取扱駅コードを記入し、「日付及び列車」の欄には月日と列車番号を記入し、コードで表された駅から指定の日付の指定の列車に連結することを指示する。

### 歴史
車票の歴史と比較すると、表示票の歴史は浅い。貨車表示票が使われ始めたのは1931年（昭和6年）のことで、当初10種類が制定された。それまでは、輸送にあたっての注意事項は、適当な紙片に記載して貨車に貼り付けたり車票サシにくくりつけたりして表示していた。
『鉄道辞典』が出版された1958年（昭和33年）ごろ、JR貨物の前身である日本国有鉄道（国鉄）は普通車票、危険品車票、急送品車票、列車指定車票、小口混載車票、積合車票、代用車票、特定空車票、普通車票の9種類の車票を使っていた。それに加え、石炭輸送専用の車票として、札幌鉄道管理局が石炭票を、門司鉄道管理局が炭票を使用していた。また、貨車表示票には火薬表示票、火薬小口表示票、連結注意表示票、危険品表示票、列車指定表示票の5種類があった。
国鉄の営業職員向けの月刊誌である『国鉄線』の記事によれば、1973年（昭和48年）7月現在、11種類の車票が使用されていた。小口混載車票、手小荷物車票、コンテナ車票、普通空車票、特定空車票は7月限り廃止され、危険品車票、急送品車票、列車指定車票、地域間急行車票、小口車票、普通車票の6種類に整理統合された。同時に、様式が縦書きから横書きに刷新された。